# Altier
Altier är en kommun i departementet Lozère i regionen Occitanien i södra Frankrike. Kommunen ligger i kantonen Villefort som tillhör arrondissementet Mende. År 2022 hade Altier 216 invånare.

## Befolkningsutveckling
Antalet invånare i kommunen Altier
| Referens: INSEE |